# Sobralia aurantiaca
Sobralia aurantiaca är en orkidéart som beskrevs av Jean Jules Linden och Heinrich Gustav Reichenbach. Sobralia aurantiaca ingår i släktet Sobralia och familjen orkidéer.
Artens utbredningsområde är Colombia. Inga underarter finns listade i Catalogue of Life.